# 2011年硬幣（計量）法令
2011年硬幣（計量）法令（英語：Coinage (Measurement) Act 2011；c. 17）是英國國會的一項法令。
它修訂了《1971年硬幣法令》第1及3條，允許以文告列明之重量計量及確認硬幣重量，而不是使用重量小於1公斤的測試樣品的固定法定方法。這對於皇家鑄幣廠鑄造1公斤金銀幣以紀念2012年倫敦奧運會是必要的。
該法令草案於2010年6月30日提交國會，並於2011年11月3日獲得御准成為法律。

## 延伸閱讀
- . BBC News Online. 22 November 2011  [2022-10-15]. （原始内容存档于2022-12-13）.

## 外部連結
- 《2011年硬幣（計量）法令》的當今生效版本（包括所有修訂）（官方文本由英國成文法資料庫提供）